# 艾泽拉斯国家地理
艾泽拉斯国家地理（National Geography of Azeroth，簡稱NGA），是网络游戏《魔兽世界》的爱好者网站。由田健（Ediart，《魔兽世界》译者兼游戏专栏作家）于2002年初建立，2002年11月开始运作。

## 网站内容
本为讨论《魔兽世界》的单一爱好者论坛，后亦允许其他话题的讨论。

### 板块
艾泽拉斯国家地理现设置4个大板块，并细分为许多独立版面。部分独立版面隶属于多个板块。
- 网事杂谈：讨论生活，IT软硬件，文艺创作，ACG等。论坛投诉，论坛开发以及私人（高权限用户）版面亦归结至此。
- 暴雪游戏：讨论暴雪娱乐旗下游戏。
- 网络/主机游戏综合：讨论网络游戏以及NS，PS4，XBOX等游戏。
- 手游/页游综合：讨论手机游戏，网页游戏等，目前手游居多。

### 事件
- 2008年4月17日，原ngacn.com域名被盗，ngacn.com被暂时关闭（至今仍未启用），第九城市分别在魔兽世界中文官方网站和游戏内发布相关警报。据论坛管理员介绍，原因是有人伪造域名所有者的身份证将ngacn.com系列域名转手至其他人手下[4]。
- 2009年1月17日，Ediart与Zeg(NGA论坛程序员与美工)、Sharak（Bigfoot开发者）和Sun（张云帆，多玩网创始人之一）等共同成立新的网站178.com，目前，NGA论坛账号可以同时登陆178.com及NGACN的姊妹网站sc2.cc等相关论坛。在此之前，魔兽世界数据在线网站的网站地址改为：wmo.178.com。现NGA在对外宣传上一般以178或者178/NGA自称[5]。

#### 暂时关闭
在2015年天津爆炸事件期间，论坛有出现被指为不实消息的帖子，而被以“国家互联网信息办公室”为首的相关部门进行暂行关闭一个月的处理。在此期间，论坛数据被暂时转移至178游戏论坛。重开后，论坛严厉禁止发布讨论时政帖，对发布和讨论者直接禁言甚至封禁账号。

### 特殊用语
- Nuke/红色VIP：删除一名用户的账号。
- CCQ/叉出去：禁止用户在某一板块发言。或在评论中指代《魔兽世界》。
- 骷髅党：“威望”为负，被警告的用户。
- 轨道炮：在帖子中对多名用户禁言。

## 争议
该论坛早期并没有官方制作的手机客户端，于是有热心网友根据网页版论坛所使用的API制作了适用于iOS以及Android的NGA手机客户端。这些第三方客户端的下载链接均被NGA论坛以置顶帖的形式宣传并鼓励使用。然而当NGA论坛开始制作官方iOS客户端时，第三方客户端开发者纷纷收到App Store发出的下架通知，下架原因是NGA论坛向苹果公司声明这些第三方客户端侵害了其知识产权。